# 粟野秀用
粟野 秀用（あわの ひでもち）は、安土桃山時代の武将・大名。通称は、藤八郎、喜右衛門、粟野木工頭。出羽国二色根城主（伊達氏時代）。伊予国征木城主（豊臣氏時代）。官位は、木工頭、従四位下。

## 略歴
陸奥国の出身。藤原山蔭（中納言山蔭十二世）の子孫である伊達氏第3代当主・伊達義広（粟野次郎藤原義広）の後裔、粟野十郎左衛門尉宗次（粟野喜左衛門尉）の子で、出羽国二色根城主（現・山形県南陽市）。
当初は、伊達氏第17代当主・伊達政宗の家臣であり（伊達小次郎の傳役）、罪を犯し、死罪に処せられることを知って逃亡。京都に出奔。尾張国で羽柴秀吉に仕えた。勇敢な働きによる軍功をあげて知行1万石を与えられた。ほどなくして3万石を領するようになり、秀吉より「秀」の一字を与えられ、粟野木工頭秀用（あわのもくのかみ ひでもち）と称した。これを聞いた政宗は憤慨し、人を介して秀用を引き渡すように請うたが、秀吉は自分に仕えて功をあげて扶持を与えた者だからと拒否した。政宗は敢えてそれ以上求めず、秀用は益々忠勤するようになった。
天正18年（1590年）における秀吉による天下統一の後、その功により10万石を加増され、伊予国征木城主（現・愛媛県伊予郡松前町）13万石として伊予に入部し、従四位下
として近侍した。その後、関白秀次に転属、その重臣として2万石を加増され、都合15万石を領するに至る。この所領の中には、西三河高橋郡池鯉鮒村（現・愛知県知立市）1,000石が含まれている。
文禄4年（1595年）の秀次事件に連座して、京の三条河原にて斬首、または大雲院に入って秀次の無罪を訴えて自害した。この点、秀用の最期に関して、秀次事件に連座して自害したとされることが多いが、市立米沢図書館所蔵『米沢事跡考』には、「石田三成によって虚偽の内容を（秀吉に）告げられ、おとしめられた結果、秀用も謀反を企てたとされ、京の東山で自害した」とある。戒名は真光院殿秀明大居士。この秀次事件に関し、政宗も秀用との種々の関係性から関与を疑われ、秀吉に対し釈明に追われることとなった。
なお、前出『米沢事跡考』によれば、秀用には妻子がなかったと推定されるも、粟野家自体は断絶していない。

## 墓所
京都市中京区にある浄土宗西山禅林寺派、慈舟山瑞泉寺。
令和6年（2024年）5月5日、瑞泉寺にて、秀次、一族及び家臣の430回忌法要が執り行われた。

## 関連作品
小説その他作品
- 谷崎潤一郎『聞書抄〈第二盲目物語〉』（大阪朝日新聞・東京日日新聞 1935年1月-6月のち中公文庫、青空文庫『聞書抄』）
- 山岡荘八『伊達政宗』（毎日新聞社 1970-1973 のち山岡荘八歴史文庫（講談社）、光文社文庫）
- たぶんやぶんこ『秀次と殺された女（ひと）』（ 幻冬舎ルネッサンス運営 読むCafe）

テレビドラマ
登場作品
- 『独眼竜政宗』（1987年、NHK大河ドラマ、山岡荘八の小説を原作としたテレビドラマ。監修：伊達泰宗、脚本：ジェームス三木、 出演：潮哲也、粟野藤八郎のち粟野木工助（粟野木工助秀用）として、全50回のうち13回に登場。第30回「伊達者」では、秀用に関し秀次と政宗がやり取りするシーンがある。）
- 『独眼竜の野望 伊達政宗』（1993年、テレビ朝日、東映の製作による山岡荘八の小説を原作としたテレビドラマ時代劇。監督：舛田利雄、西垣吉春、脚本：志村正浩、出演：菅貫太郎、粟野木工介として登場。新春大型5時間時代劇スペシャルとして、1993年1月3日にテレビ朝日系列で放送された。）